# NXT Vengeance Day (2025)
Vengeance Day (2025) – trzynasta gala wrestlingu w chronologii cyklu Vengeance i piąta gala Vengeance dla zawodników z brandu NXT, a także pierwsza, które nie używała logo NXT od 2011 roku wyprodukowana przez federację WWE. Odbyła się 15 lutego 2025 w CareFirst Arena w Waszyngtonie, D.C.. Było to pierwsze Vengeance, a także pierwsze duże wydarzenie NXT, które było transmitowane na żywo w serwisie Netflix.
Na gali odbyło się sześć walk. W walce wieczoru Giulia pokonała Bayley, Roxanne Perez i Corę Jade w fatal 4-way matchu, aby zachować NXT Women’s Championship. W innych ważnych walkach Ethan Page pokonał Je’Vona Evansa, Eddy Thorpe pokonał Tricka Williamsa w Strap matchu, a w walce otwierającej Stephanie Vaquer pokonała Fallon Henley, aby wygrać NXT Women’s North American Championship. Wydarzenie to oznaczało również debiut nienazwanej 4-osobowej grupy heelowej z udziałem Diona Lennoxa, Cutlera Jamesa, Saquona Shugarsa i Osirisa Griffina, a także pierwsze pojawienie się Jordynne Grace w NXT, teraz jako oficjalną członkinię rosteru WWE i członkinię rosteru NXT.

## Produkcja

### Tło
Vengeance zostało pierwotnie założone jako wydarzenie wrestlingu w systemie pay-per-view (PPV) dla WWE w 2001 roku i odbywało się corocznie do 2007 roku, po czym miało miejsce jednorazowe wydarzenie w 2011 roku. Od jego wznowienia w 2021 roku odbywa się co roku w lutym dla rozwojowego brandu WWE NXT pod tytułem NXT Vengeance Day, nawiązanie do wydarzenia odbywającego się w Walentynki lub w ich okolicach. 7 stycznia 2025 roku ogłoszono, że piąte wydarzenie NXT Vengeance Day i w sumie trzynaste Vengeance odbędzie się 15 lutego 2025 roku w CareFirst Arena w Waszyngtonie, D.C.. Oprócz Peacock w Stanach Zjednoczonych, gala też będzie dostępna na w serwisie Netflix na większości innych rynków międzynarodowych i WWE Network we wszystkich pozostałych krajach, które nie zostały jeszcze przeniesione do Netflix z powodu wcześniej obowiązujących umów. To oznacza pierwsze Vengeance, a także pierwsze duże wydarzenie NXT, które będzie transmitowane na żywo w serwisie Netflix po połączeniu WWE Network w ramach usługi w styczniu na tych obszarach. Począwszy od Halloween Havoc w 2024 roku, wszystkie główne wydarzenia NXT wykorzystują teraz logo WWE, dzięki czemu będzie to pierwsze wydarzenie Vengeance wykorzystujące logo promocji od 2011 roku.

### Rywalizacje
NXT Vengeance Day oferowało walki profesjonalnego wrestlingu z udziałem wrestlerów należących do brandu NXT. Wyreżyserowane rywalizacje (storyline’y) były kreowane podczas cotygodniowych gal NXT. Wrestlerzy są przedstawieni jako heele (negatywni, źli zawodnicy i najczęściej wrogowie publiki) i face’owie (pozytywni, dobrzy i najczęściej ulubieńcy publiki), którzy rywalizują pomiędzy sobą w seriach walk mających budować napięcie. Kulminacją rywalizacji jest walka wrestlerska lub ich seria.

#### Pojedynek o NXT Championship
Na odcinku NXT z 28 stycznia, A-Town Down Under (Austin Theory i Grayson Waller) z Raw poprowadzili specjalną edycję The Grayson Waller Effect z NXT Championem Obą Femi jako gościem. Theory i Waller powiedzieli, że pojawili się, aby sprawdzić, czy Femi jest "wart szumu". Femi zemścił się i powiedział, że osiągnął więcej w krótszym czasie niż Theory i Waller razem wzięci. Następnie Femi oświadczył, że będzie bronił tytułu przeciwko jednemu z nich podczas Vengeance Day. Generalna Menadżerka NXT Ava nie zgodziła się z Femim deklarującym swoich przeciwników, ale ogłosiła triple threat match przeciwko Theory’emu i Wallerowi na Vengeance Day.

#### Pojedynek o NXT Women’s Championship
Na New Year’s Evil 7 stycznia Giulia pokonała Roxanne Perez, aby wygrać NXT Women’s Championship. Tydzień później Perez zwróciła się do fanów, pozornie ogłaszając swoje odejście z NXT, zanim została przerwana przez Bayley ze SmackDown, która bezskutecznie próbowała doradzić Perez. Doszło do bójki pomiędzy dwiema kobietami, gdy program zniknął z anteny. W tym czasie Bayley została przeniesiona do brandu Raw w ramach okna transferowego WWE. Bayley pojawiła się w NXT w następnym tygodniu, aby okazać wdzięczność fanom, zanim przerwała jej Giulia, która okazała Bayley szacunek. Perez i jej sojuszniczka, Cora Jade, przerwali i obrazili ich, gdy doszło do bójki pomiędzy obiema drużynami. Tydzień później obie drużyny zmierzyły się ze sobą w tag team matchu, który Giulia i Bayley wygrały po tym, jak ta ostatnia przypięła Jade. Później tej samej nocy, Generalna Menadżerka NXT Ava miała ogłosić przeciwniczkę Giulii na Vengeance Day, została przerwana przez Perez i Jade, przy czym Perez powiedziała, że Bayley nie zasługuje na walkę o tytuł, ponieważ nie dostała jeszcze rewanżu i stwierdziła, że to wina Jade, że przegrały walkę wcześniej. Następnie Ava ogłosiła, że Giulia będzie bronić tytułu zarówno przeciwko Bayley, jak i Perez w triple threat matchu na Vengeance Day, ku wielkiemu przerażeniu Jade. Tydzień później Jade zaatakowała zarówno Giulię, jak i Bayley i próbowała uderzyć Perez. Doprowadziło to do pojedynku pomiędzy Bayley i Jade na odcinku z 11 lutego, w której Jade pokonała Bayley po ingerencji Perez, który nosiła poprzedni gimmick Bayley "hugger" w latach 2015-2019. Po walce Ava ogłosiła, że walka o NXT Women’s Championship będzie teraz fatal 4-way matchem pomiędzy Giulią, Bayley, Perezem i Jade.

#### Pojedynek o NXT Women’s North American Championship
Na New Year’s Evil, Stephanie Vaquer wygrała fatal 4-way match, aby zostać pretendentką do NXT Women’s North American Championship, trzymanego przez Fallon Henley. Później jednak tej samej nocy Shotzi przypięła Henley w six-woman tag team matchu. Shotzi i Vaquer pokłóciły się o to, kto powinien dostać walkę jako pierwsza. Walka pomiędzy nimi został zaplanowany na następny tydzień, który Shotzi wygrała po ingerencji Henley i jej koleżanek ze stajni Fatal Influence, Jacy Jayne i Jazmyn Nyx. Dwa tygodnie później Henley pokonała Shotzi, aby zachować tytuł. Po walce Vaquer skonfrontowała się z Henley i ogłoszono, że Henley będzie bronić tytułu przeciwko Vaquer w Vengeance Day.

#### Je’Von Evans vs. Ethan Page
Od czasu utraty NXT Championship i przegranej walce o NXT North American Championship w 2024 roku, Ethan Page wpadł w emocjonalne zamieszanie i popadł w depresję. Na odcinku NXT z 17 grudnia Page przyszedł na ring, stwierdzając, że zasłużył na całą nienawiść, jaką otrzymał od fanów i że stracił uśmiech. Następnie przerwał mu Je’Von Evans, który pochwalił go i powiedział, że Page zasłużył na to, by być tam, gdzie jest teraz. Page powiedział, że Evans ma rację i że nie powinien martwić się o utratę uśmiechu, ale raczej odebrać Evansowi uśmiech, co skłoniło Page’a do zaatakowania Evansa, miażdżąc jego szczękę stalowym krzesłem. Dwa tygodnie później Page pokonał tag team partnera Evansa, Cedrica Alexandra i zmiażdżył rękę Alexandra skrzynką z narzędziami. 14 stycznia Page pokonał Dante Chena i zmiażdżył nogę Chena stalowymi schodami. Evans powrócił, by zaatakować Page’a, ale został powalony przez Page’a, który uderzył go w zranioną szczękę. Na odcinku z 4 lutego, Generalna Menadżerka NXT Ava postanowiła zawiesić Evansa, aby nie doznał jeszcze większej kontuzji, ale Page powiedział, że Evans powinien zostać "ukarany" przez stawienie mu czoła. Ava stwierdziła następnie, że mogą zmierzyć się ze sobą w Vengeance Day, ale tylko wtedy, gdy Evans zostanie oczyszczony medycznie. W następnym odcinku Evans został dopuszczony do rywalizacji, ale Ava zmusiła go do podpisania warunku, że WWE nie będzie odpowiedzialne za jakiekolwiek uszkodzenia Evansa. Po podpisaniu warunków, Ava niechętnie uczyniła walkę oficjalną.

#### Pojedynek o NXT Tag Team Championship
W lipcu 2024 roku ogłoszono, że Josh Briggs będzie jednym z dwóch przedstawicieli NXT (drugim był Tavion Heights z No Quarter Catch Crew), którzy wezmą udział w turnieju N-1 Victory Pro Wrestling Noah. Po wycieczce do Noah, Briggs utworzył tag team z Yoshiki Inamurą Z Noah i skupili się na NXT Tag Team Championship Axioma i Nathana Frazera. Na odcinku NXT z 4 lutego Frazer powiedział Briggsowi i Inamurze, aby znaleźli kogoś do pokonania, aby udowodnić, że zasługują na walkę o tytuł. Briggs rzucił wyzwanie Hankowi Wallerowi i Tankowi Ledgerowi, podczas gdy Inamura rzucił wyzwanie No Quarter Catch Crew (Heights i Mylesowi Borne’owi), co skłoniło Generalną Menadżerkę NXT Avę do zaplanowania triple threat tag team matchu na następny odcinek. Po tym, jak Briggs i Inamura wygrali walkę, Axiom i Frazer ogłosili, że będą bronić tytułów przeciwko Briggsowi i Inamurze na Vengeance Day.

#### Trick Williams vs. Eddy Thorpe
W dniu 3 grudnia na odcinku NXT, Eddy Thorpe wygrał fatal 4-way ostatniej szansy, aby zakwalifikować się do Iron Survivor Challenge na Deadline. Jednak później został zaatakowany za kulisami i został wykluczony z Deadline. Dwa dni po Deadline na odcinku NXT z 10 grudnia, Thorpe skonfrontował się z NXT Championem Trickiem Williamsem i zażądał walki o tytuł, na co Williams się zgodził. Po podpisaniu kontraktu na walkę o tytuł, Thorpe ujawnił Generalnej Menadżerce NXT Avie, że zainscenizował swój własny atak, aby ułatwić sobie drogę do walki o NXT Championship, zmieniając się przy tym w heela. Walka o tytuł w następnym tygodniu zakończyła się podwójnym przypięciem, a Williams zachował swój tytuł. Na New Year’s Evil 7 stycznia Williams bronił swój NXT Championship w triple threat matchu zagrożenia przeciwko Thorpe’owi i zwycięzcy Iron Survivor Challenge Obie Femiemu, gdzie Femi wygrał, aby zostać nowym NXT Championem. Na odcinku NXT z 4 lutego Femi i Williams przegrali z A-Town Down Under (Austin Theory i Grayson Waller) z Raw w tag team matchu po tym, jak Thorpe ubił Williamsa skórzanym paskiem za plecami sędziego. Po walce Thorpe nadal brutalnie biczował Williamsa. W następnym tygodniu Thorpe wyzwał Williamsa na strap match podczas Vengeance Day, który został zaakceptowany przez Williamsa.

## Wyniki walk
| Nr                                 | Wyniki                                                                                  | Stypulacje                                              | Czas  |
| ---------------------------------- | --------------------------------------------------------------------------------------- | ------------------------------------------------------- | ----- |
| 1                                  | Stephanie Vaquer pokonała Fallon Henley (c) (z Jacy Jayne i Jazmyn Nyx) poprzez pinfall | Singles match o NXT Women’s North American Championship | 15:01 |
| 2                                  | Nathan Frazer i Axiom (c) pokonali Josha Briggsa i Yoshikiego Inamurę poprzez pinfall   | Tag team match o NXT Tag Team Championship              | 10:24 |
| 3                                  | Eddy Thorpe pokonał Tricka Williamsa poprzez pinfall                                    | Strap match                                             | 10:58 |
| 4                                  | Ethan Page pokonał Je’Vona Evansa poprzez pinfall                                       | Singles match                                           | 12:00 |
| 5                                  | Oba Femi (c) pokonał Austina Theory’ego i Graysona Wallera poprzez pinfall              | Triple threat match o NXT Championship                  | 13:12 |
| 6                                  | Giulia (c) pokonała Bayley, Roxanne Perez i Corę Jade poprzez pinfall                   | Fatal 4-way match o NXT Women’s Championship            | 18:31 |
| (c) – mistrz/mistrzyni przed walką |                                                                                         |                                                         |       |